# Töpferei Lubast

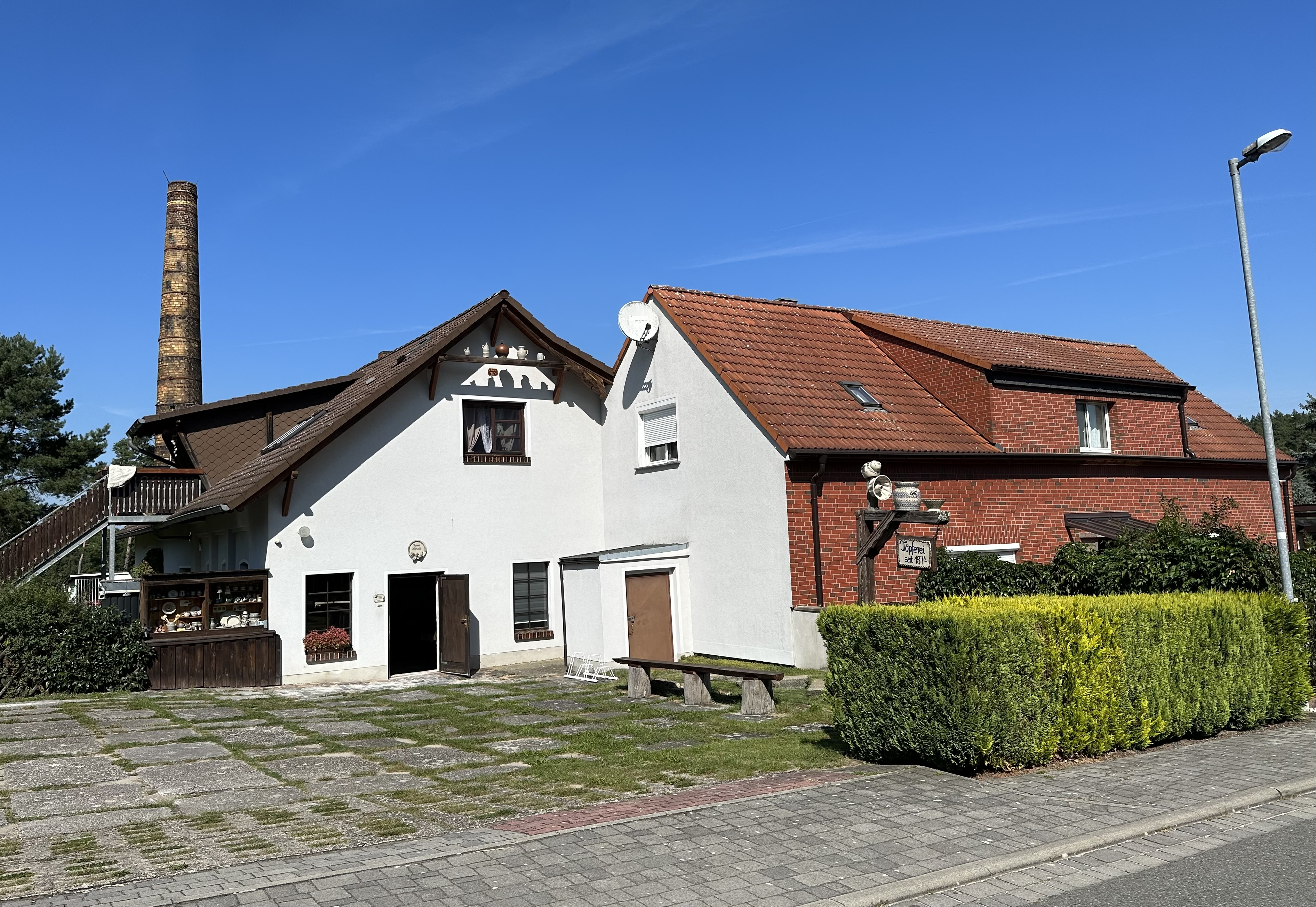
Töpferei Lubast, 2023

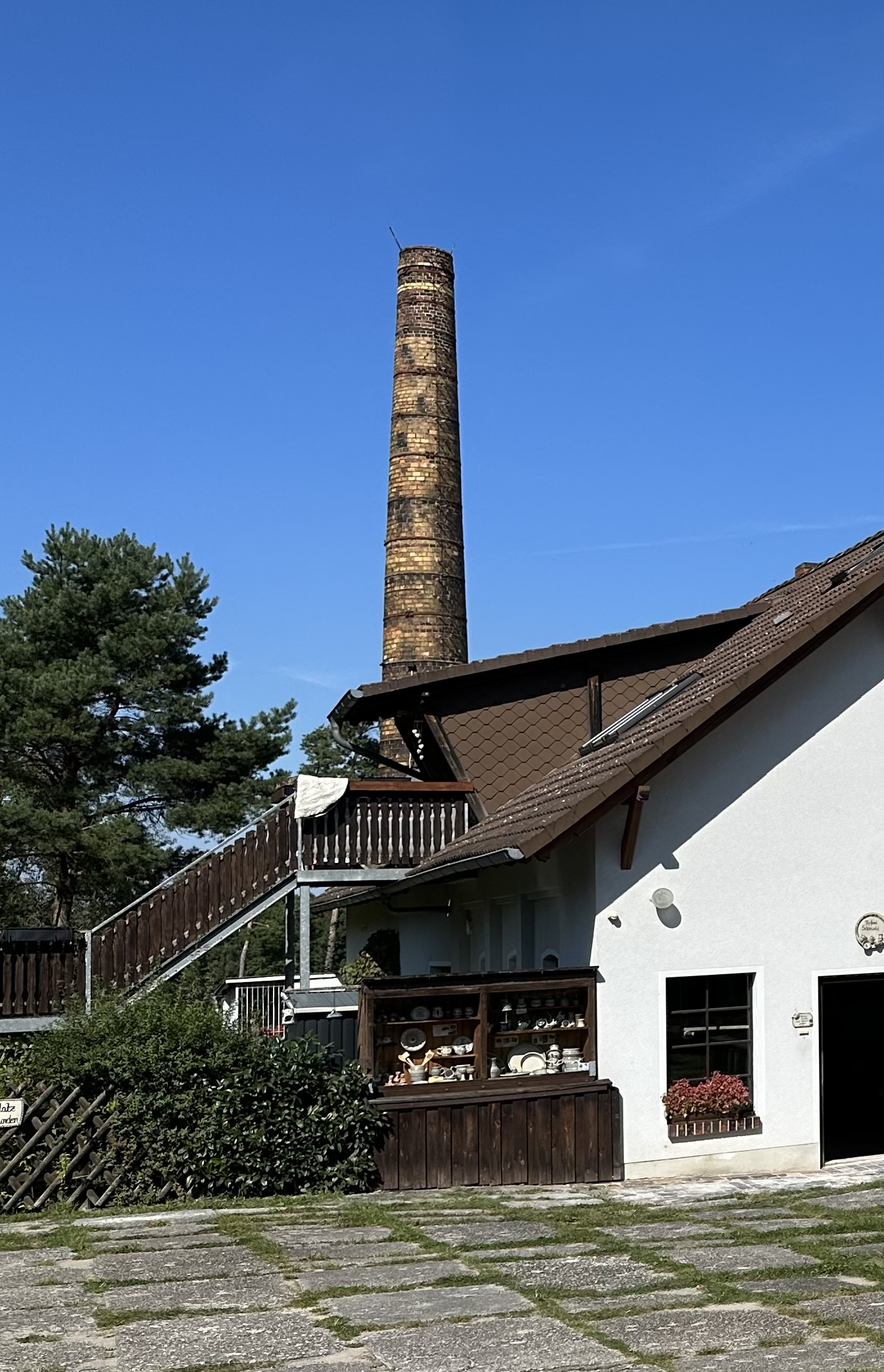
Schornstein der Töpferei

Die Töpferei Lubast ist eine denkmalgeschützte Töpferei im zur Stadt Kemberg in Sachsen-Anhalt gehörenden Dorf Lubast.

## Lage
Die Töpferei befindet sich am nordwestlichen Ortsrand von Lubast an der Adresse Töpferstraße 4b.

## Architektur und Geschichte
Die Töpferei geht bis auf das Jahr 1874 zurück. Bemerkenswert ist die erhaltene und in Betrieb befindliche historische Technik, so insbesondere ein Zweikammer-Kasslerofen, der aus der Zeit um 1890/1900 stammt. Im unteren Teil des Schornsteins befindet sich ein Ziegel mit einer auf das Jahr 1912 verweisenden Inschrift. Von kunsthistorischer Bedeutung ist darüber hinaus ein Kachelofen, der eine gusseiserne Platte mit einer Stadtansicht Braunschweigs zeigt. Er ist auf das Jahr 1734 datiert, wurde jedoch erst später hier aufgestellt.
Im Denkmalverzeichnis des Landes Sachsen-Anhalt ist die Töpferei unter der Erfassungsnummer 094 35419 als Baudenkmal verzeichnet. Als eigene Teilobjekte des Baudenkmals sind das Werkstattgebäude, der Brennofen, der Tonschneider, die Ofenplatte und der Schornstein ausgewiesen.